# Федоровське (Ветлузький район)
Федоровське (рос. Федоровское) — присілок в Ветлузькому районі Нижньогородської області Російської Федерації.
Населення становить 26 осіб. Входить до складу муніципального утворення Крутцовська сільрада.

## Історія
Від 2009 року входить до складу муніципального утворення Крутцовська сільрада.

## Населення
1. Н/Д[2]